# Wipe
Wipe är en teknik som syftar till att försvåra återskapandet av en datafil. Detta uppnås genom att filen skrivs över med delvis slumpmässig data en mängd gånger innan den raderas, det vill säga tas bort från filallokeringstabellen. Efter enbart en radering är data ofta lätt att återskapa med för ändamålet lämplig mjukvara, och efter en wipe kan man med hjälp av därtill anpassad hårdvara återskapa den raderade datan.